# Crystal Springs (Florida)
Crystal Springs és una concentració de població designada pel cens dels Estats Units a l'estat de Florida. Segons el cens del 2000 tenia 1.175 habitants.

## Demografia
Segons el cens del 2000, Crystal Springs tenia 1.175 habitants, 427 habitatges, i 312 famílies. La densitat de població era de 81,7 habitants per km².
Dels 427 habitatges en un 34% hi vivien nens de menys de 18 anys, en un 56,2% hi vivien parelles casades, en un 10,8% dones solteres, i en un 26,7% no eren unitats familiars. En el 19,9% dels habitatges hi vivien persones soles el 7,7% de les quals corresponia a persones de 65 anys o més que vivien soles. El nombre mitjà de persones vivint en cada habitatge era de 2,75 i el nombre mitjà de persones que vivien en cada família era de 3,15.
Per edats la població es repartia de la següent manera: un 27,1% tenia menys de 18 anys, un 8,3% entre 18 i 24, un 29,2% entre 25 i 44, un 24,3% de 45 a 60 i un 11,1% 65 anys o més.
L'edat mediana era de 36 anys. Per cada 100 dones de 18 o més anys hi havia 100,7 homes.
La renda mediana per habitatge era de 42.578 $ i la renda mediana per família de 44.688 $. Els homes tenien una renda mediana de 33.750 $ mentre que les dones 19.583 $. La renda per capita de la població era de 18.346 $. Entorn del 3,5% de les famílies i el 9,8% de la població estaven per davall del llindar de pobresa.

## Poblacions més properes
El següent diagrama mostra les poblacions més properes.